# Віла-Кова (Фафе)
Віла-Кова (порт. Vila Cova; МФА: [ˈvi.ɫɐ ˈko.vɐ]) — парафія в Португалії, у муніципалітеті Фафе. Розташована в північно-західній частині країни, на теренах історичної португальської провінції Дору-Міню. Входить до складу округу Брага. За адміністративним поділом, чинним до 1976 року, терени парафії були складовою провінції Міню. Належить до Бразької архідіоцезії Католицької церкви. Патрон — святий Варфоломій. Площа — 4,8656 км². Населення — 219 ос. (2011). Слабо урбанізований регіон. Густота населення — 45,01 осіб/км²
. Код — 030735.

## Населення
| Кількість мешканців | Кількість мешканців | Кількість мешканців | Кількість мешканців | Кількість мешканців | Кількість мешканців | Кількість мешканців | Кількість мешканців | Кількість мешканців | Кількість мешканців | Кількість мешканців | Кількість мешканців | Кількість мешканців | Кількість мешканців | Кількість мешканців |
| ------------------- | ------------------- | ------------------- | ------------------- | ------------------- | ------------------- | ------------------- | ------------------- | ------------------- | ------------------- | ------------------- | ------------------- | ------------------- | ------------------- | ------------------- |
| 1864                | 1878                | 1890                | 1900                | 1911                | 1920                | 1930                | 1940                | 1950                | 1960                | 1970                | 1981                | 1991                | 2001                | 2011                |
| 444                 | 499                 | 480                 | 486                 | 504                 | 542                 | 532                 | 561                 | 578                 | 602                 | 476                 | 417                 | 339                 | 252                 | 219                 |